# Pijler (bouwkunde)

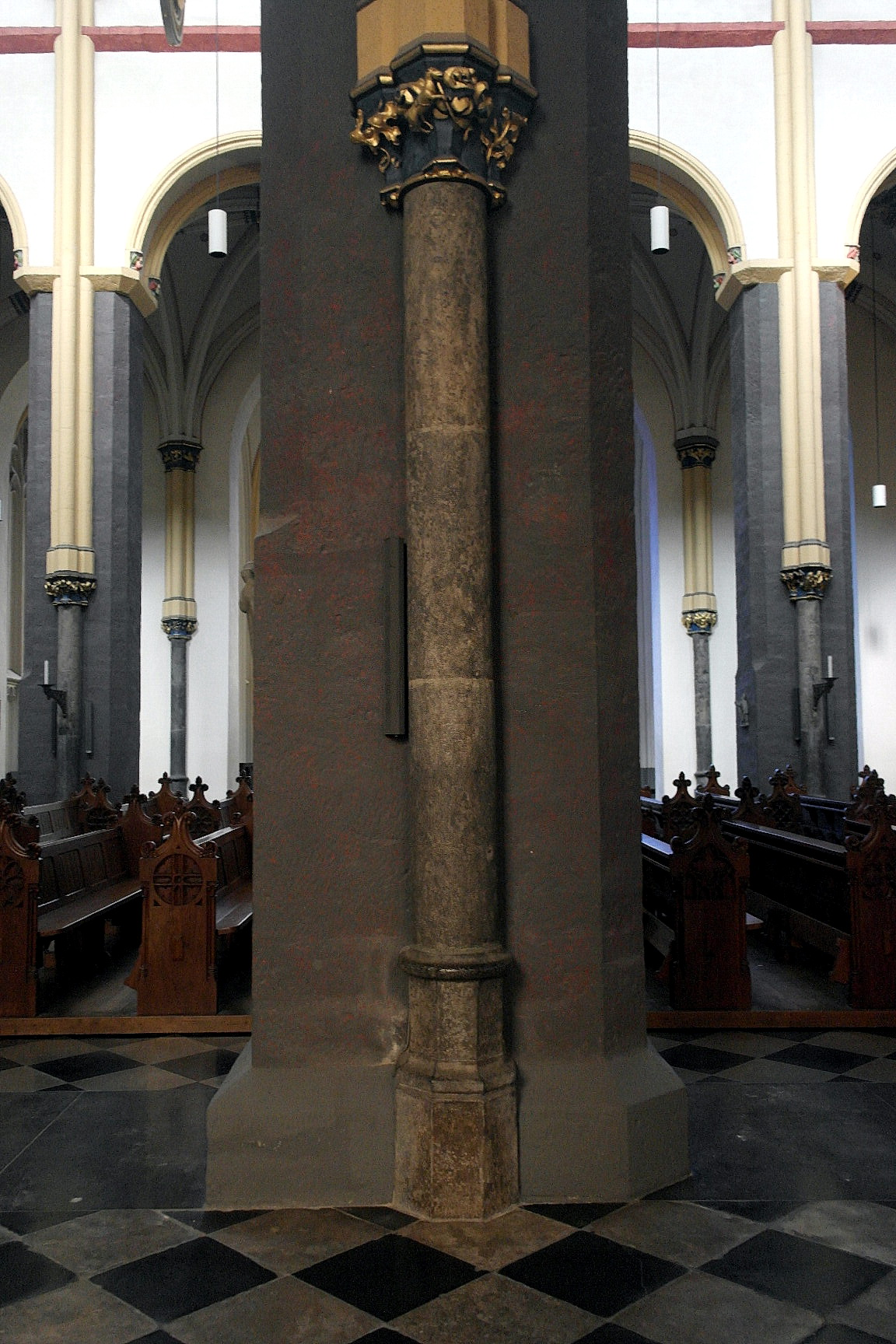
11e-eeuwse pijler van de Sint-Servaasbasiliek in Maastricht. De colonnetten zijn later toegevoegd om het gotische gewelf te ondersteunen. Waarschijnlijk zijn toen ook de hoeken afgeschuind om de vierkante pijlers een "modernere" uitstraling te geven

Een pijler (Latijn: pilare, afgeleid van pila of 'paal') is een kolom of steunpilaar met traditioneel een vierkante of rechthoekige doorsnede, die een constructieve, dragende functie heeft in een bouwwerk, bijvoorbeeld bij het ondersteunen van een balk, boog of gewelf. In tegenstelling tot een zuil, die meestal een ronde doorsnede heeft, is bij een pijler het basement of kapiteel afwezig of slecht ontwikkeld. Ook de bij zuilen gebruikelijke verjonging, het naar boven toe smaller worden, komt bij pijlers vrijwel niet voor.

## Historische ontwikkeling
Pijlers werden onder andere toegepast in de romaanse architectuur, waarbij ze de rondbogen uit verschillende richtingen ondersteunden. De dikte van de pijler werd afgestemd op het aantal bouwkundige elementen (scheibogen, gordelbogen en gewelfribben) dat erop steunde. Een samengestelde pijler bestaat uit een hoofdpijler met twee of vier tegen de rechte vlakken geplaatste pilasters of colonnetten, soms met vier zuilen op de hoeken. Bij het alternerend stelsel wisselen pijlers en zuilen elkaar af, waarbij de pijlers de meeste draaglast ontvangen. Een romaanse basiliek met pijlers wordt aangeduid als pijlerbasiliek, hoewel in Duitstalige landen deze benaming (Pfeilerbasilika) ook voor later gebouwde kerken met samengestelde pijlers of zuilen wordt gebruikt.
In de gotische bouwkunst raakte de zware, vierkante pijler uit de mode en werd over het algemeen gebruik gemaakt van zuilen en samengestelde pijlers, evenals in de daarop volgende renaissance- en barokperiode. De doorsnede van de pijlers laat soms een ingewikkeld patroon zien. Pijlers en zuilen uit deze periodes zijn meestal van natuursteen, maar kunnen ook in baksteen zijn uitgevoerd. Bij modernere gebouwen worden pijlers van gewapend beton of staal toegepast, waarbij de doorsnede van de pijler afwijkende vormen kan hebben. Een voorbeeld zijn de typerende pi-frames van architect Santiago Calatrava.

## Galerij

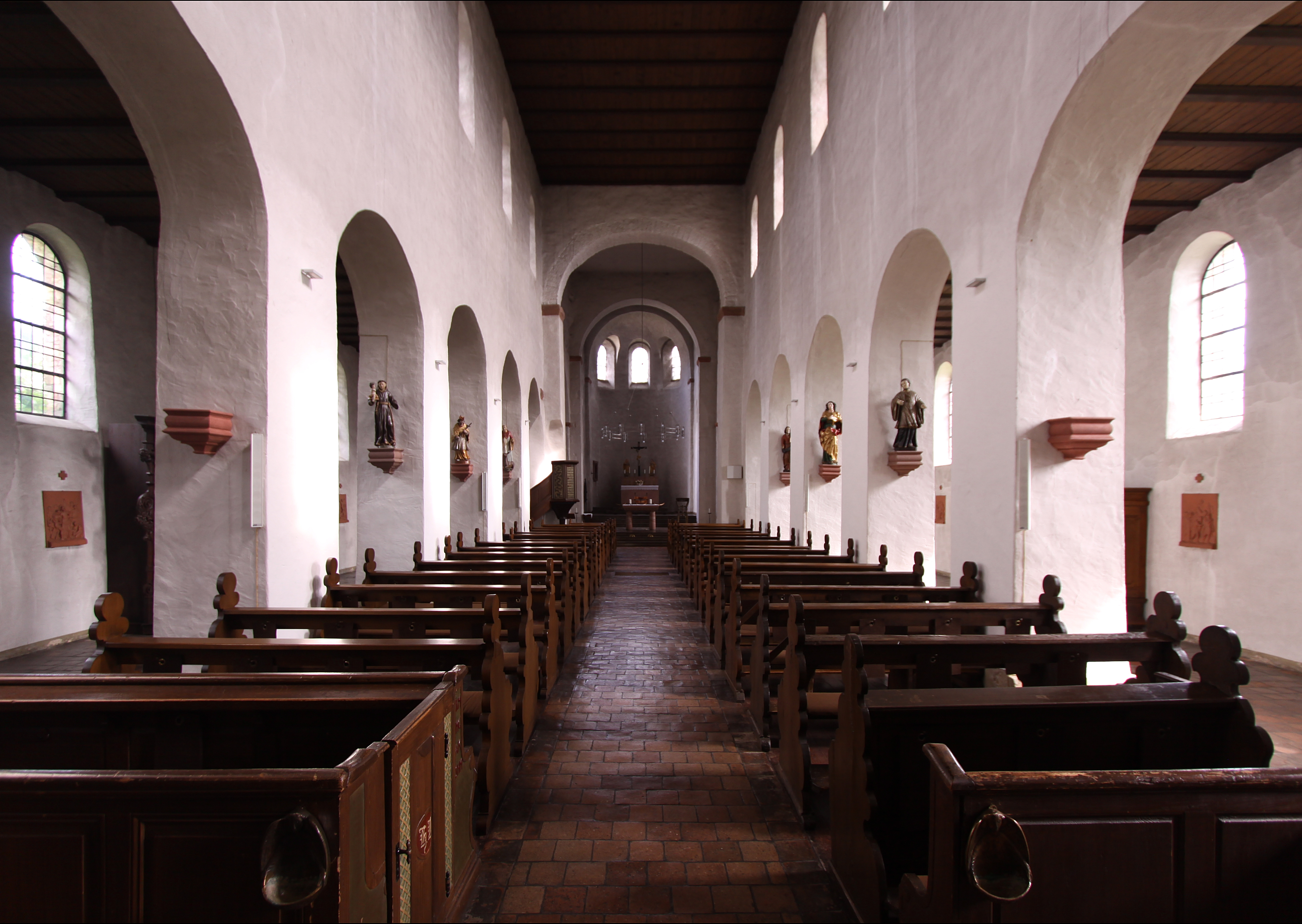
Eenvoudige pijlerbasiliek, Sint-Egidiuskerk, Mittelheim
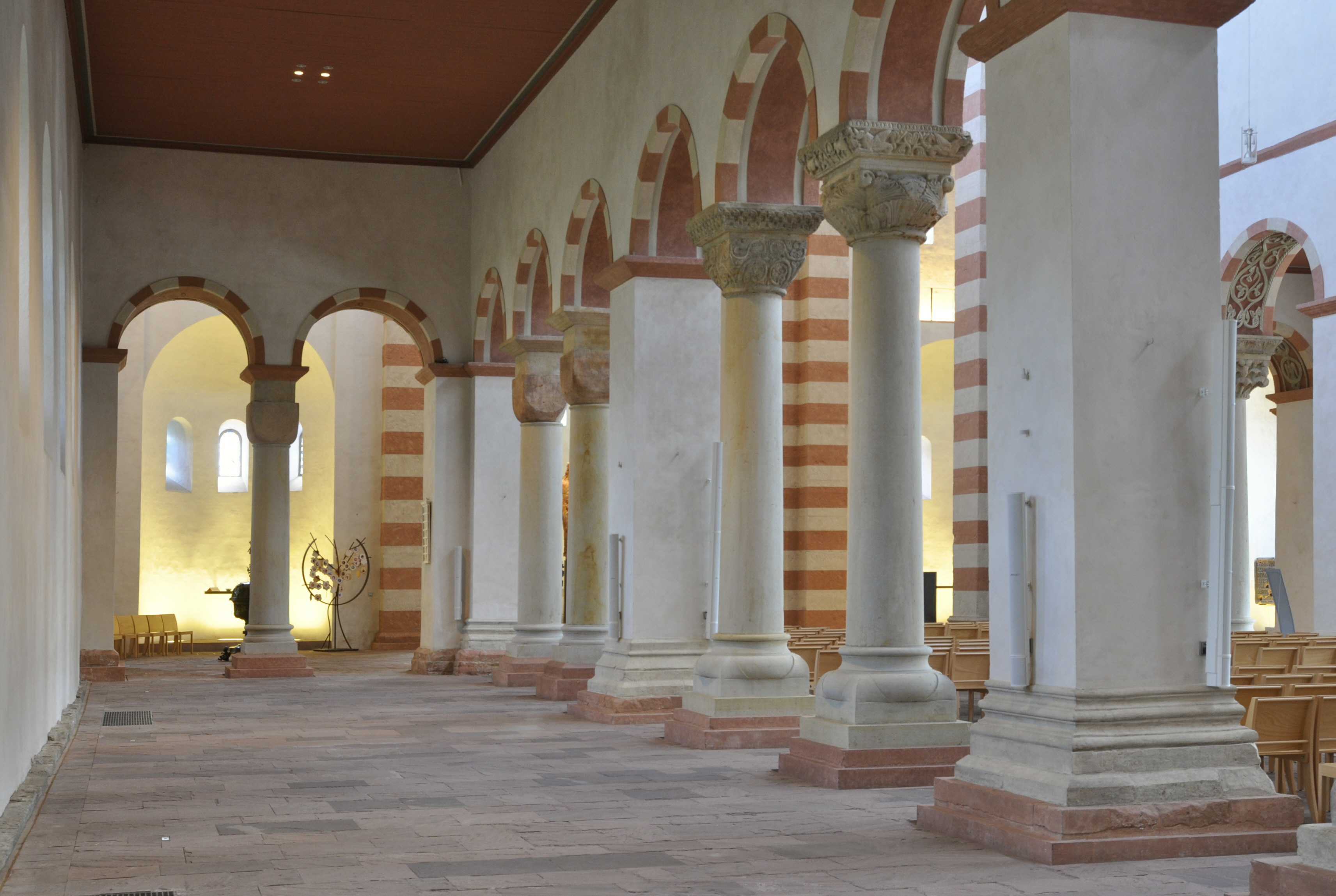
Alternerend stelsel, Michaeliskirche, Hildesheim
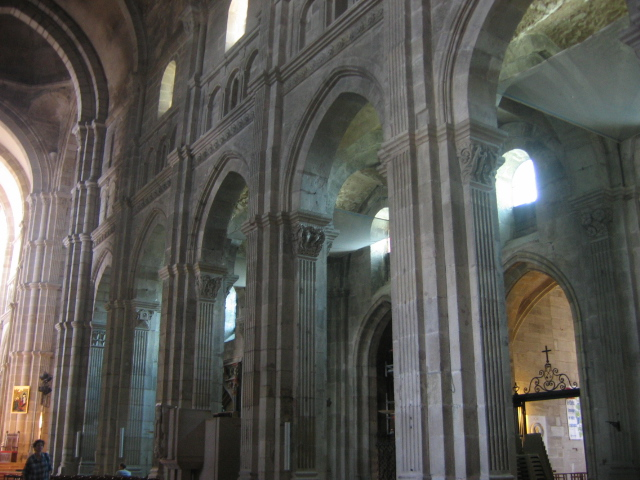
Gotische pijlers, Kathedraal van Autun
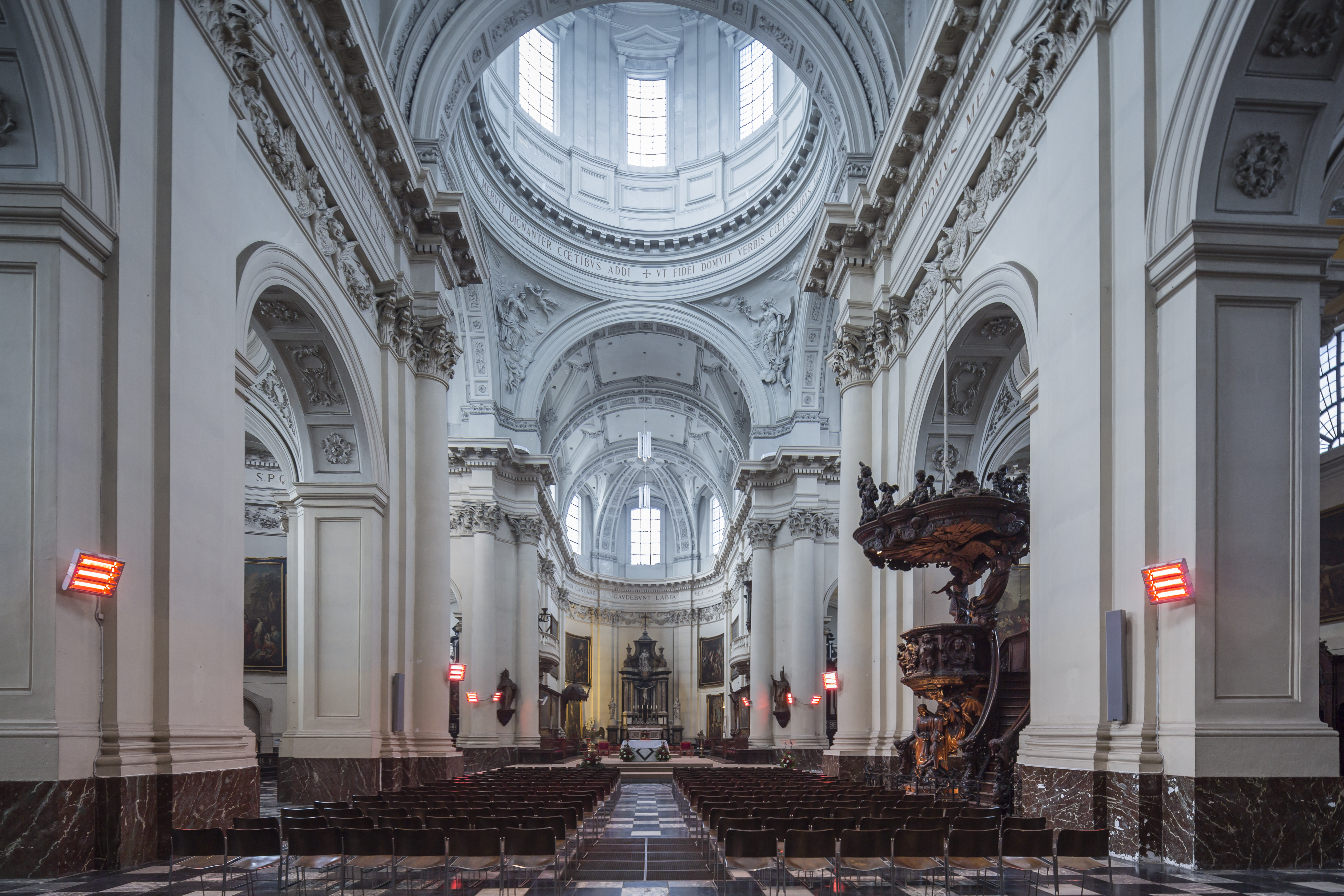
Barokke pijlers, Sint-Aubankathedraal, Namen
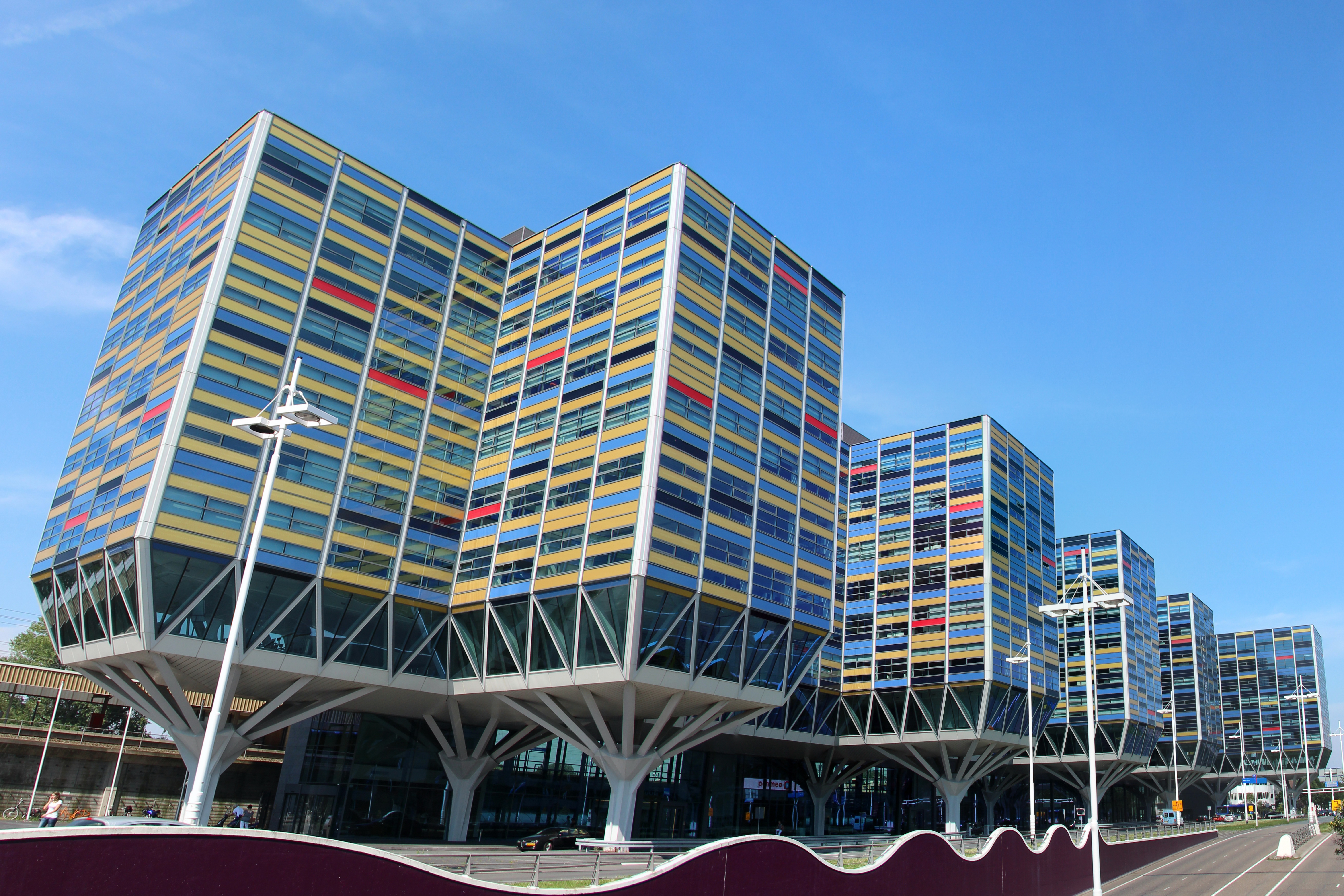
Achmeagebouw op pijlers, Leiden
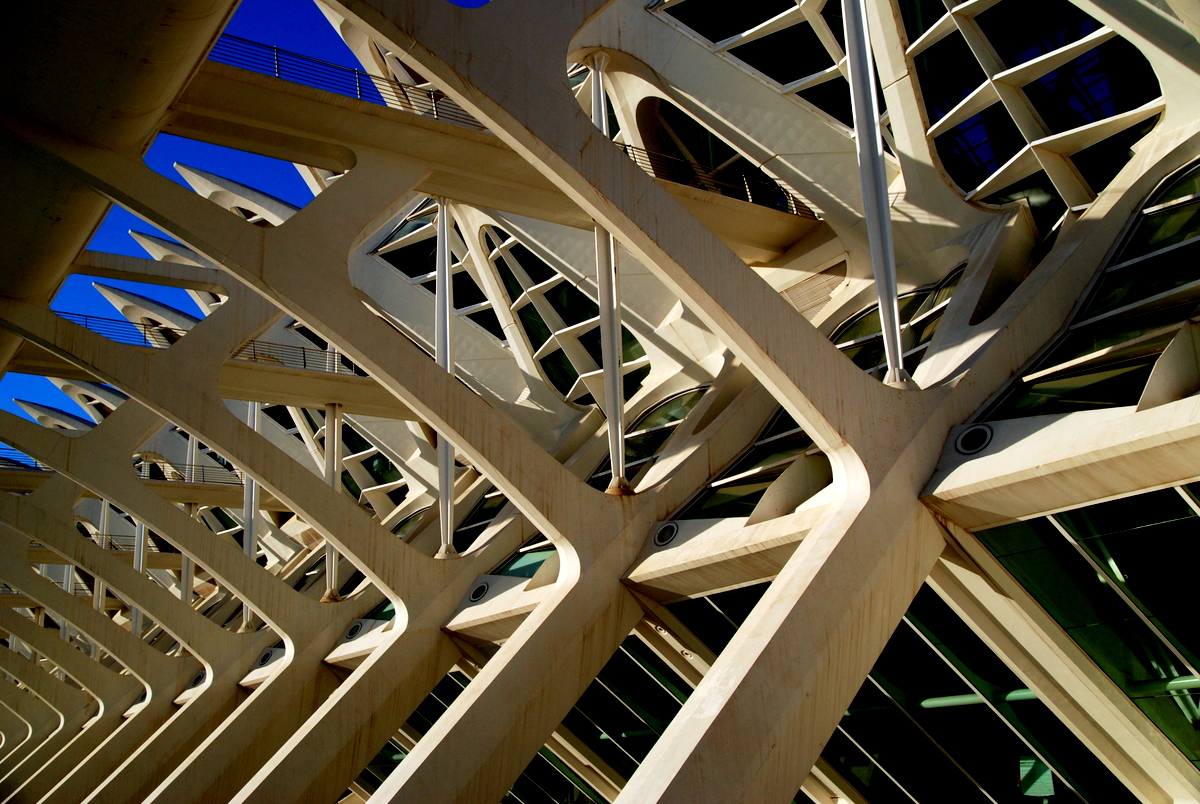
Ciutat de les Arts i les Ciències, Valencia